# Edmond Heelan
Edmond Heelan (* 4. Februar 1868 in Knockaney, County Limerick, Irland; † 20. September 1948 in Sioux City, Iowa, USA) war Bischof von Sioux City.

## Leben
Edmond Heelan studierte Philosophie und Katholische Theologie am All Hallows College in Dublin. Er empfing am 24. Juni 1890 das Sakrament der Priesterweihe.
Heelan war 1890 bis 1893 Kurat und 1893 bis 1897 Rektor der St. Raphael’s Cathedral in Dubuque. 1897 wurde er Pfarrer der Sacred Heart Church in Fort Dodge.
Am 21. Dezember 1918 ernannte ihn Papst Benedikt XV. zum Titularbischof von Gerasa und bestellte ihn zum Weihbischof in Sioux City. Der Erzbischof von Dubuque, James John Keane, spendete ihm am 8. April 1919 die Bischofsweihe; Mitkonsekratoren waren der Bischof von Davenport, James Joseph Davis, und der Bischof von Cheyenne, Patrick Aloysius Alphonsus McGovern. Als Weihbischof war Edmond Heelan Rektor der Cathedral of the Epiphany in Sioux City.
Am 8. März 1920 ernannte ihn Benedikt XV. zum Bischof von Sioux City.